# Aéroport de Sacramento McClellan
L’aéroport de Sacramento McClellan est un aéroport privé à usage public situé à 10 km au nord-est du quartier central des affaires de Sacramento (ville du comté de Sacramento, Californie, États-Unis).
L'aéroport se trouve sur l'ancien site de McClellan Air Force Base (en), qui était une base militaire de 1939 à 2000. Il a été transféré au comté de Sacramento en 2000 dans le cadre de sa conversion en parc d'activités McClellan et a été acheté par ce dernier en octobre 2017. L'aéroport est un établissement à usage public qui fonctionne comme un aérodrome non contrôlé dans ce que la FAA désigne comme un espace aérien de classe "E". L'aéroport est principalement utilisé pour l'aviation générale. Les locataires actuels de l’aéroport sont Calstar, le Département des forêts de Californie (en), la Garde côtière américaine, la base aérienne de Sacramento, Dassault Falcon, le Service forestier américain, PODS (en) et le Sacramento Metropolitan Fire District (en). McClellan Jet Services, une filiale de McClellan Business Park, s’occupe de la manutention au sol et de l’alimentation en carburant.

## Historique
La base de l'armée de l'air a été créée en 1935.
La construction du Pacific Air Depot (en) a commencé en 1935 et les principales structures, notamment des bâtiments administratifs, des casernes, des entrepôts et un hôpital, ont été achevées le 18 avril 1938. En 1938, la base a été rebaptisée Sacramento Air Depot et a subi une expansion importante en devenant un centre de révision pour avions de combat P-38 et P-39.
En décembre 1941, peu après l'attaque de Pearl Harbor, les P-40, ainsi que les bombardiers Martin B-26 Marauder et Boeing B-17 Flying Fortress, ont commencé à arriver sur le terrain pour être armés et préparés pour une expédition immédiate à l'étranger. En mars 1942, les B-25 du lieutenant-colonel Jimmy Doolittle arrivèrent à McClellan pour s'armer en vue de leur célèbre raid sur Tokyo.
La base a été renommée base aérienne McClellan en 1948 et sa mission de réparation et de révision s'est poursuivie pendant la guerre froide en tant qu'installation du Air Force Logistics Command (AFLC), puis du Air Force Materiel Command (AFMC).
Au cours des années 1980 et au début des années 1990, McClellan a servi de dépôt principal pour la révision des appareils F-111, FB-111 et EF-111 de l'Air Force, ainsi que de l'avion Fairchild A-10 Thunderbolt II. Un petit contingent d'avions F-111D et F-111F du 431st Test and Evaluation Squadron (en), 57th Fighter Weapons Wing (en), de la base aérienne de Nellis, dans le Nevada, a également été détaché à McClellan.

## Installations et avions
L'aéroport McClellan possède une piste revêtue en béton (16/34) mesurant 3 231 x 46 m. Il dispose également de quatre héliports en béton, mesurant tous 17 x 17 m. Pour la période de 12 mois se terminant le 10 avril 2004, l’aéroport comptait 10 000 opérations aériennes, soit une moyenne de 27 par jour: 40% d'activités militaires, 40% de taxi aérien et 20% de l’aviation générale. Cet aéroport compte 84 appareils: 4% monomoteurs, 64% multimoteurs, 23% avions à réaction, 5% hélicoptères et 5% militaires.
L'Aerospace Museum of California (en) occupe un site au nord de l'aérodrome.

## Coast Guard Air Station
L’aéroport fonctionne également comme une installation conjointe civilo-militaire, fournissant une base pour la Garde côtière américaine. Les missions comprennent la recherche et le sauvetage (SAR), l'application de la loi, le soutien aux aides à la navigation (comme les phares en fonctionnement) et diverses opérations militaires. En outre, des hélicoptères de la Garde côtière affectés à la station aérienne sont déployés par des gardes côtiers.